# 内田瑞穂
内田 瑞穂（うちだ みずほ、1989年11月10日 - ）は、日本のグラビアアイドル。大阪府出身。マイウェイプロモーション所属。
2017年にグラビアデビューを果たし、当時から一貫して「鋼のGカップ」との異名でも知られる。

## 経歴
ミスアクション2017前期ファイナリスト。2013年には愛媛県限定で放送された「高田引越センター」のテレビCMに出演し、バリカンで頭髪を丸坊主にする姿を披露して話題となった。
2023年6月18日、埼玉県・大門上池調節池広場で行われたカスタムカーイベント「NS ROUNDER Vol.14 SAITAMA」にクイーンカジノガールとして、小坂田純奈や橘咲良らと出演した。

## 人物
趣味は韓国ドラマ鑑賞、カラオケ。特技は韓国語・英語（日常会話）。

## 出演

### テレビ
- テレビ朝日 「タモリ倶楽部」 - 空耳アワー
- TBS 「山里と100人の美女」 - スタジオ美女
- TBS「オール芸人感謝祭」 - ドッキリ仕掛人
- スカパー！ V☆パラダイス「喫茶グラビアパラダイス」 - MC
- 毎日放送特番「知らんけど」 - ゲスト出演
- AbemaTV 「お願い!超選挙投票率アップガールズ」

### 映画
- るろうに剣心 伝説の最期編（2014年）
- TRASH / トラッシュ（2015年）
- アダルトチルド（2019年） - ミズキ 役

### CM
- 高田引越センター - CMの中で丸坊主にし話題に
- 世界の大温泉スパワールド - 水着美女

### 広告
- パチンコホール情報誌「でちゃう!」 - でちゃう!ガールズ
- スーパードーム西院店2020年度イメージガール（2019年4月〜現在も）

### YouTube
- はなおでんがん

## 作品

### DVD
- 「First Touch」（2017年5月24日、イーネット・フロンティア）
- 「ボクとボイン」（2019年1月25日、エアーコントロール）
- 「I believe」（2019年11月29日、スパイスビジュアル）
- 「イチャラブ温泉旅行」（2020年5月25日、エアーコントロール）

### VR
- 「あなたと過ごしたいバレンタインデー♪」（2020年2月7日、Air control）
- 「ヴァーチャルガールフレンド 【BARで！？ 電車で！？ 突然水着になって……】」（2020年4月27日、Air control）
- 「ヴァーチャルガールフレンド 【制服＆ブルマで3人と教室でイチャイチャ】」（2020年5月1日、Air control）共演：清水楓/藤田もも
- 「ヴァーチャルガールフレンド 【会社の更衣室＆ラウンジで…】」（2020年5月7日、Air control）共演：藤田もも
- 「apartment Days! Guest 197 内田瑞穂 sideA」（2021年10月8日、ファンタスティカ）
- 「apartment Days! Guest 197 内田瑞穂 sideB」（2021年10月22日、ファンタスティカ）